# 貝姆 (密蘇里州)
貝姆（英語：Bem）是位於美國密蘇里州加斯科內德縣的非建制地區。

## 歷史
貝姆的郵局於1856年設立，其後於1934年停運。

## 地理
貝姆所處的海拔為高於海平面253米（即830英呎），而該地所採用的時區為UTC-6，即北美中部時區（CST）。同時該地設有夏令時間，為UTC-6調快一小時，即UTC-5（CDT）。